# Юрген Сторбек
Юрген Сторбек (нім. Jürgen Storbeck) (1946, Фленсбург) — німецький правоохоронець. Перший директор Європолу (1999—2004).

## Життєпис
Вивчав право у Бонні, Тюбінгені та Мюнхені. У 1977 році він вступив на службу як «Kriminalrat», керівна посада в національному детективному агентстві у Вісбадені, Федерального управління кримінальної поліції Німеччини (Bundeskriminalamt).
У 1983 році він очолював відділ міжнародної правової допомоги та розслідування. У 1990 році він став членом штабу федерального міністерства внутрішніх справ і повинен був нести відповідальність за реорганізацію тодішньої кримінальної політики Deutsche Volkspolizei. З 1991 року Сторбек керував Національним центробурком, або німецьким офісом Інтерполу, який входить до складу національного слідчого відділу.
У 1992 році він відправився в Гаагу для роботи над заснуванням Європолу. Згодом він був першим директором цієї європейської поліцейської організації на період з 1 липня 1999 року по 30 червня 2004 року.
Повернувшись із Гааги, Сторбек став координатором для федерального міністерства внутрішніх справ у сфері співробітництва поліції з країнами Перської затоки. Згодом він був призначений начальником відділу поліції Міністерства внутрішніх справ Бранденбурзької землі на період з 2006 по 2011 рр.

## Нагороди та відзнаки
- Орден «За заслуги перед Федеративною Республікою Німеччина» 1 класу, 2004